# Das Geld (1928)
Das Geld ist ein Spielfilm von Marcel L’Herbier aus dem Jahre 1928. Er basiert auf dem Roman L’Argent von Émile Zola, der 1891 erschien.

## Handlung
Der Bankier Nicolas Saccard finanziert Unternehmen und betätigt sich als Börsenspekulant. Als sein Hauptgeschäft in finanzielle Schwierigkeiten gerät, wird er von seinem Konkurrenten, dem Bankier Gunderman, zusätzlich an den Rand des Ruins gebracht. Er sieht seine einzige Chance, den Kurs seiner Aktien wieder nach oben zu treiben, darin, dass er ein lukratives Geschäft finanziert. Er unterstützt einen Transatlantikflug des Flugpioniers Hamelin, der in Französisch-Guayana ein Projekt zur Erdölförderung aufbauen will.
Als die Meldung über Hamelins Absturz kursiert, nutzt Saccard diese von ihm erkannte Falschnachricht, um den Aktienkurs der Firma zu seinen Gunsten zu manipulieren. Zudem versucht er während der Abwesenheit und Ahnungslosigkeit Hamelins, dessen Frau zu verführen. Gunderman und die Baronin Sandorf, eine ehemalige Geliebte Saccards, durchschauen Saccards Aktionen und missbilligen die unethischen Spekulationen. Gunderman hat für seine Bank heimlich Aktien der Bank Saccards erworben und wendet diese als Druckmittel gegen Saccard an. Sandorf überzeugt Line Hamelin, Anzeige gegen Saccard zu erstatten. Er landet im Gefängnis, plant jedoch dort bereits einen neuen Finanzcoup.

## Produktionsnotizen
Die Dreharbeiten fanden im Juli 1928 in den Pariser Studios Pathé Cinéma sowie in den Studios Joinville in Joinville-le-Pont statt. Die Außenaufnahmen wurden in Le Bourget bei Paris hergestellt.
Für die Filmbauten waren Lazare Meerson, André Barsacq und Jaque Catelain verantwortlich.
Der Film kam am 25. Dezember 1928 in Frankreich heraus. Die Pariser Premiere war am 11. Januar 1929 im Cinéma Max Linder.
Die deutsche Erstaufführung unter dem Titel Geld! Geld! Geld! erfolgte am 15. März 1929 im Berliner U.T.Universum.

## Autour de L'Argent
Während der Dreharbeiten zu Das Geld entstand ein 40-minütiger Dokumentarfilm von Jean Dréville. Marcel L’Herbier ermunterte den damals Anfang 20-jährigen Journalisten und Amateurfotografen Dréville zu diesem frühen Making-of.
Der resultierende Film mit dem Titel Autour de L'Argent schildert die Atmosphäre und die Filmsettings aus der Sicht der Beleuchter, der Kameramänner und der Statisten, wie L’Herbier seine Schauspieler akribisch inszeniert und die unzähligen Statisten dirigiert. Der Dokumentarfilm zeigt auch, wie die komplizierten Kamerabewegungen mit bodennahen Wagen, schwimmenden Plattformen und einer frei schwingenden Kamera, die am Dach hängt, erzielt wurden.
Die ursprüngliche Fassung des Films war stumm. 1971 wurde eine Tonfassung erstellt, zu der Jean Dréville selbst den Kommentar einsprach.
Die Uraufführung erfolgte im Februar 1929 im Pariser Cinéma des Agriculteurs.
Die zeitgenössische Kritik attestierte dem Film fotografische Eindrücklichkeit im Range eines Man Ray oder Walter Ruttmann.

## Kritiken
„Ein Stummfilm nach einem Roman von Emile Zola, dessen Geschichte erstaunlich aktuell scheint und der ein Finanzgebaren anprangert, das auf Gewinn um jeden Preis ausgerichtet ist. Der üppig ausgestattete Stummfilm mit einer ursprünglichen Laufzeit von 200 Minuten zählte für Orson Welles zu den ‚großen Meisterwerken‘ seiner Epoche.“